# Γ-リノレン酸
γ-リノレン酸（ガンマ リノレンさん、英: γ-linolenic acid、略称 GLA、数値表現 18:3 (n−6)）は、炭素数18のトリ不飽和脂肪酸のひとつ。C6, 9, 12 位にいずれもシス型の二重結合を持つ。
α-リノレン酸の構造異性体。ω-6脂肪酸 (18:3, n−6) に分類される。

## 代謝経路

必須脂肪酸の代謝経路とエイコサノイドの形成

ヒトはリノール酸 (18:2, n−6) を原料として、Δ6-不飽和化酵素による脱水素反応を通してγ-リノレン酸を生産できるが、多くは食物から摂取している。γ-リノレン酸は体内で2炭素増炭されてジホモ-γ-リノレン酸を経てアラキドン酸となり、アラキドン酸カスケードにより生理活性作用の強いプロスタグランジン、ロイコトリエンなど、各種エイコサノイドの原料となる。

## 効果
γ-リノレン酸はアメリカ合衆国の医学者デイヴィッド・ホロビンの仕事によって広く知られるようになった。
γ-リノレン酸は、抗炎症性の誘導体の原料となるジホモ-γ-リノレン酸に変換される反面、ジホモ-γ-リノレン酸は炎症性の誘導体の原料となるアラキドン酸に変換される。アラキドン酸の属するω-6脂肪酸の摂取が過剰であるとされている。
マツヨイグサ属の1種メマツヨイグサ Oenothera biennis の種子からとられる月見草油は特にγ-リノレン酸に富むことから、植物油として、またサプリメントとして広く利用されている。